# Nick & Perry
Nick & Perry ist eine deutsch-französische Zeichentrickserie mit insgesamt 52 Episoden über jeweils 25 Minuten, die 2000 erstmals ausgestrahlt wurde. Sie handelt von zwei intelligenten, außerirdischen Hunden, die mit ihrem UFO auf der Erde stranden und von Menschen als Haustiere aufgenommen werden. Als Erdenhunde getarnt, versuchen sie fortan auf ihren Heimatplaneten Dogma zurückzukehren.

## Charaktere
- Nick ist ein großer, oranger Hund von stolzem Wuchs. Ihm gefällt das Erdenleben, vor allem Fernsehen und die schöne Erdenhündin Sofia, die er zu erobern versucht. Er ist faul, vergnügungssüchtig und grundoptimistisch. Wie alle Dogmanier ist er Vegetarier.
- Perry ist ein kleiner, blauer Hund, einem Beagle nicht unähnlich. Er ist hochintelligent, bleibt stets kühl und überlegt. Perry ist technisch außerordentlich begabt und kann aus einfachen menschlichen Gegenständen hochkomplizierte Apparaturen bauen. Der leichtlebige Nick bereitet ihm oft großen Ärger, vor allem, wenn er seine Rückkehrpläne verpatzt.
- Lucy ist ein kleines Mädchen, das sich zu ihrem Geburtstag nichts mehr wünschte als einen Hund. Als just dann über Nacht ein UFO in ihrem Garten abstürzte und sich die sonst aufrechtgehenden und sprechenden Dogmanier Nick und Perry als Erdenhunde tarnen mussten, hielt sie die beiden für ein Geschenk ihres Vaters. Lucy ist ein sehr aufgewecktes, abenteuerlustiges Einzelkind, das sich oft mehr wie ein Junge als wie ein Mädchen verhält.
- Frank ist Geschichtsprofessor und alleinerziehender Vater. Als Lucy die beiden Dogmanier für ein Geschenk von ihm hält, bringt er es nicht übers Herz, sie zu enttäuschen und behält Nick und Perry. Frank ist oft etwas zerstreut und leichtgläubig.
- Mr. Smith ist der gehässige Nachbar von Frank und Lucy und nebenberuflicher Ufojäger, der versucht, Nick und Perry bei nicht-hündischem Verhalten zu ertappen, um sie dann der Wissenschaft zu verkaufen.

## Inhalt
Nick und Perry wohnen in einer unterirdischen Schaltzentrale, deren Eingang als Hundehütte getarnt ist. Oft interpretieren sie eine menschliche Errungenschaft oder Verhaltensweise falsch und halten sie für eine Gefahr, vor der sie ihre Erdenwirtin Lucy oder gleich die ganze Menschheit retten müssen. Daneben versucht Perry immer wieder diverse Apparate zu bauen, die sie entweder auf ihren Heimatplaneten Dogma zurückbringen oder zumindest ein Notsignal dorthin schicken sollen. Dies wird oft durch Nicks tollpatschiges und nachlässiges Verhalten vereitelt, oder weil er sich schlicht sträubt, die Erde zu verlassen. Viele Episoden drehen sich auch darum, dass Mr. Smith versucht, die Hunde beim Sprechen, beim aufrechten Gang oder bei der Bedienung eines technischen Apparates zu ertappen und ihnen deswegen diverse Fallen stellt.

## Produktion und Veröffentlichung
Die Serie wurde 1998 und 1999 unter der Regie von Tony Barnes von Ellipse Animation, TFC Trickompany Filmproduktion und Victory 16. Film Production produziert. Die Musik komponierte Danny Chang.
Die Erstausstrahlung fand ab dem 25. Oktober 2000 durch M6 Métropole Télévision in Frankreich statt. In Deutschland wurde die Serie erstmals vom 11. September 2001 bis zum 27. September 2001 beim Ki.Ka gezeigt.

## Synchronisation
| Rolle     | deutscher Sprecher |
| --------- | ------------------ |
| Nick      | Rolf Berg          |
| Frank     | Matthias Haase     |
| Lucy      | Maximiliane Häcke  |
| Mr. Smith | Peter Harting      |
| Perry     | Daniel Werner      |